# رد اپل (کالیفرنیا)
رد اپل (به انگلیسی: Red Apple) یک منطقهٔ مسکونی در ایالات متحده آمریکا است که در شهرستان کالاوراس، کالیفرنیا واقع شده‌است. رد اپل ۹۸۷ متر بالاتر از سطح دریا واقع شده‌است.